# 抱擁 (和田アキ子の曲)
「抱擁」（ほうよう）は、1987年8月25日に発売された和田アキ子の46枚目のシングル。

## 解説
- 作詞は阿久悠、作曲は都志見隆。
- 映画『極道の妻たちII』主題歌として使用された。
- 和田は紅組司会を兼任した1987年の『第38回NHK紅白歌合戦』の紅組トリで本楽曲を歌唱した。なお和田は紅白において、組司会もトリも今回が初めてだった。
- また、2002年の『第53回NHK紅白歌合戦』でも歌唱されている。
- 和田の母親も表題曲を物凄く気にいっており、母親の死後、和田はNHK総合テレビ『NHK歌謡コンサート』で涙ながらに熱唱したことがある。

## 収録曲
（全作詞：阿久悠）
1. 抱擁 [3:46]
作曲：都志見隆／編曲：小笠原寛
2. 愛するときを過ぎても [4:34]
作曲：服部克久／編曲：戸塚修